# Grande Mosquée de Monastir
La Grande Mosquée de Monastir est une mosquée tunisienne située à Monastir.

## Aspect
La mosquée se trouvant à la périphérie de la ville face à la mer, à proximité du ribat, se distingue par la sobriété de ses façades extérieures élevées en pierres de taille et animées par les encadrements des portes et des fenêtres, ainsi que par les arcs de la galerie qui s'étend le long de l'un des côtés du sanctuaire.

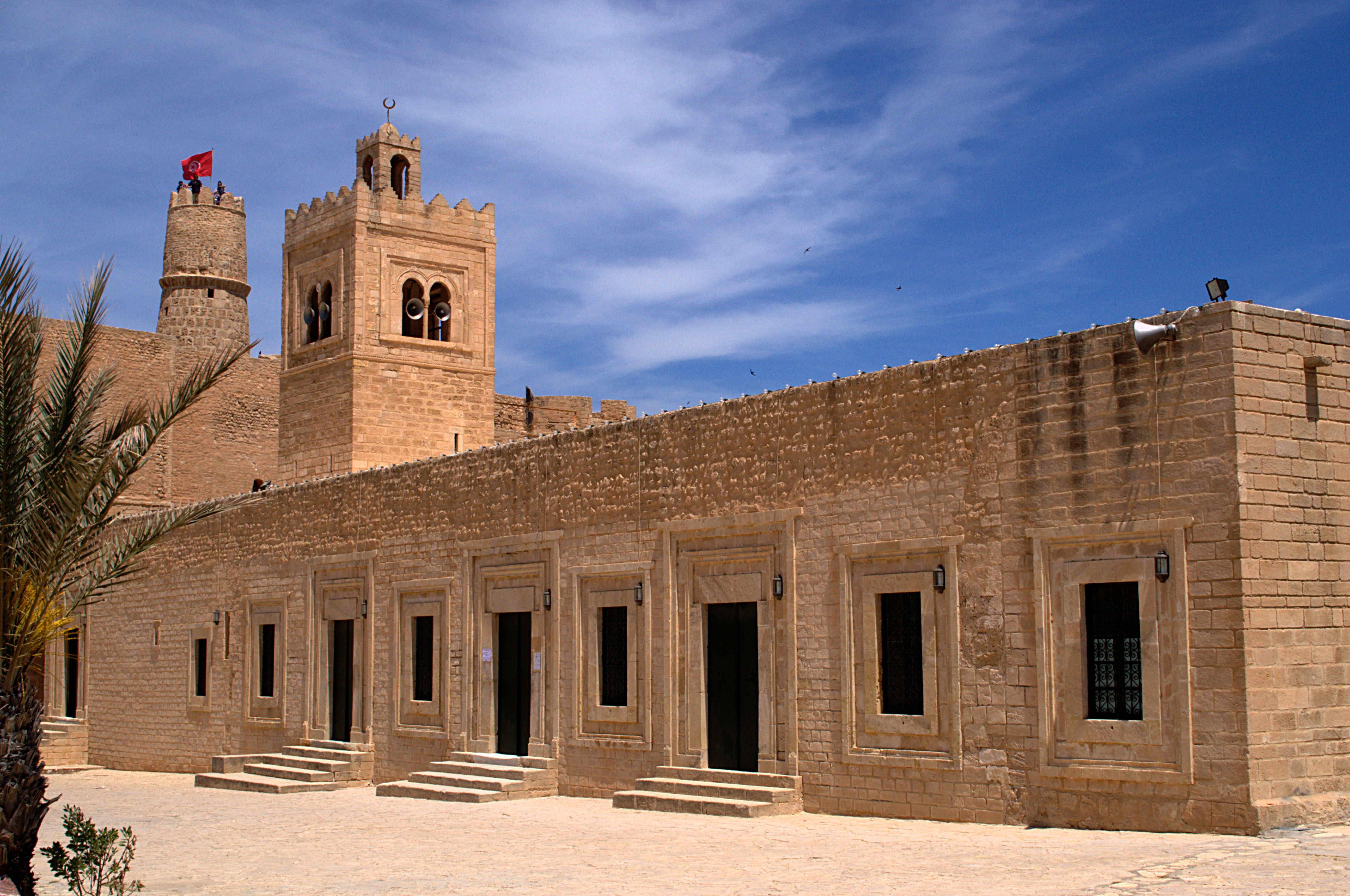
Vue de l'une des façades de la Grande Mosquée de Monastir.
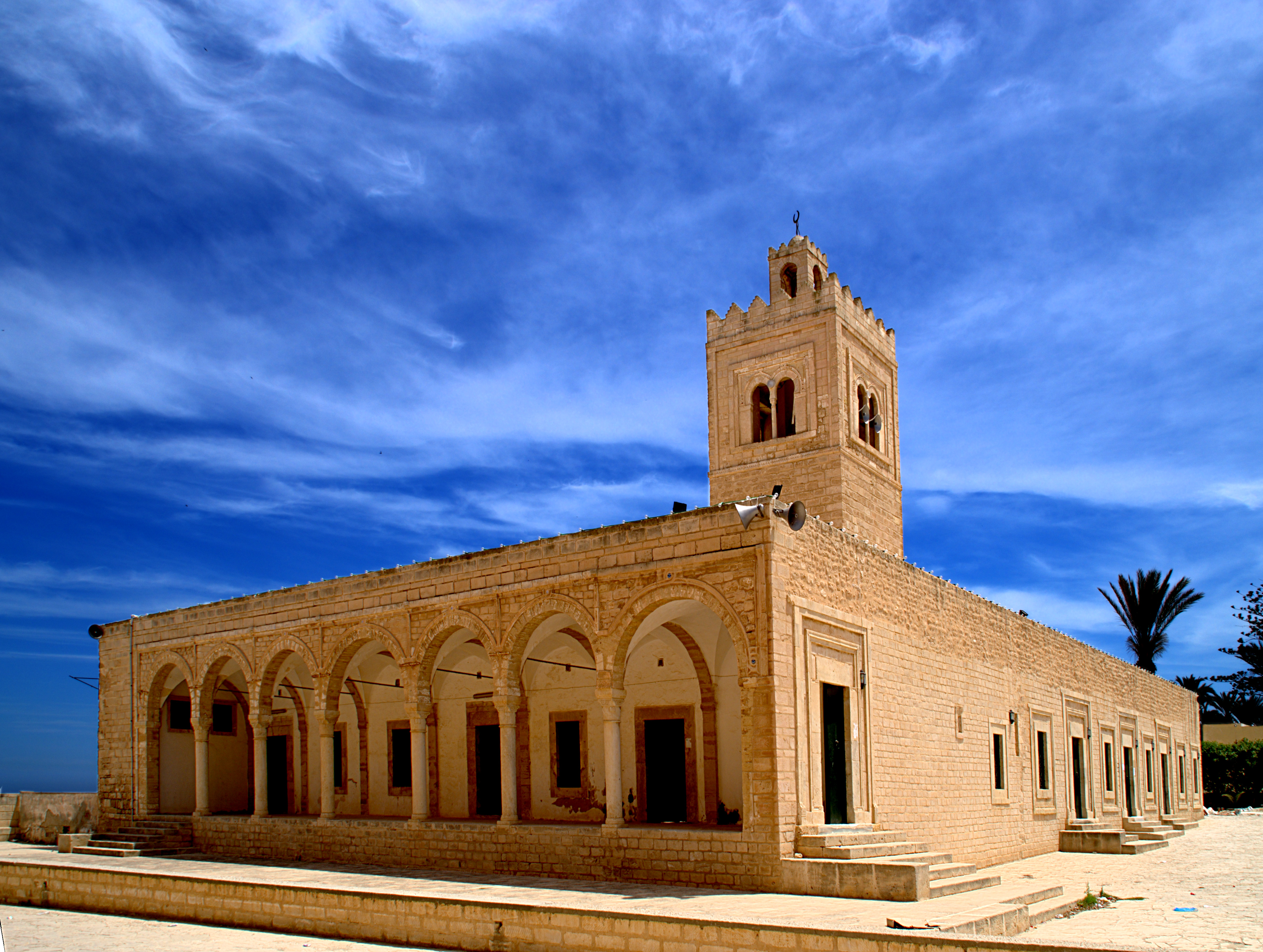
Autre vue de la mosquée.
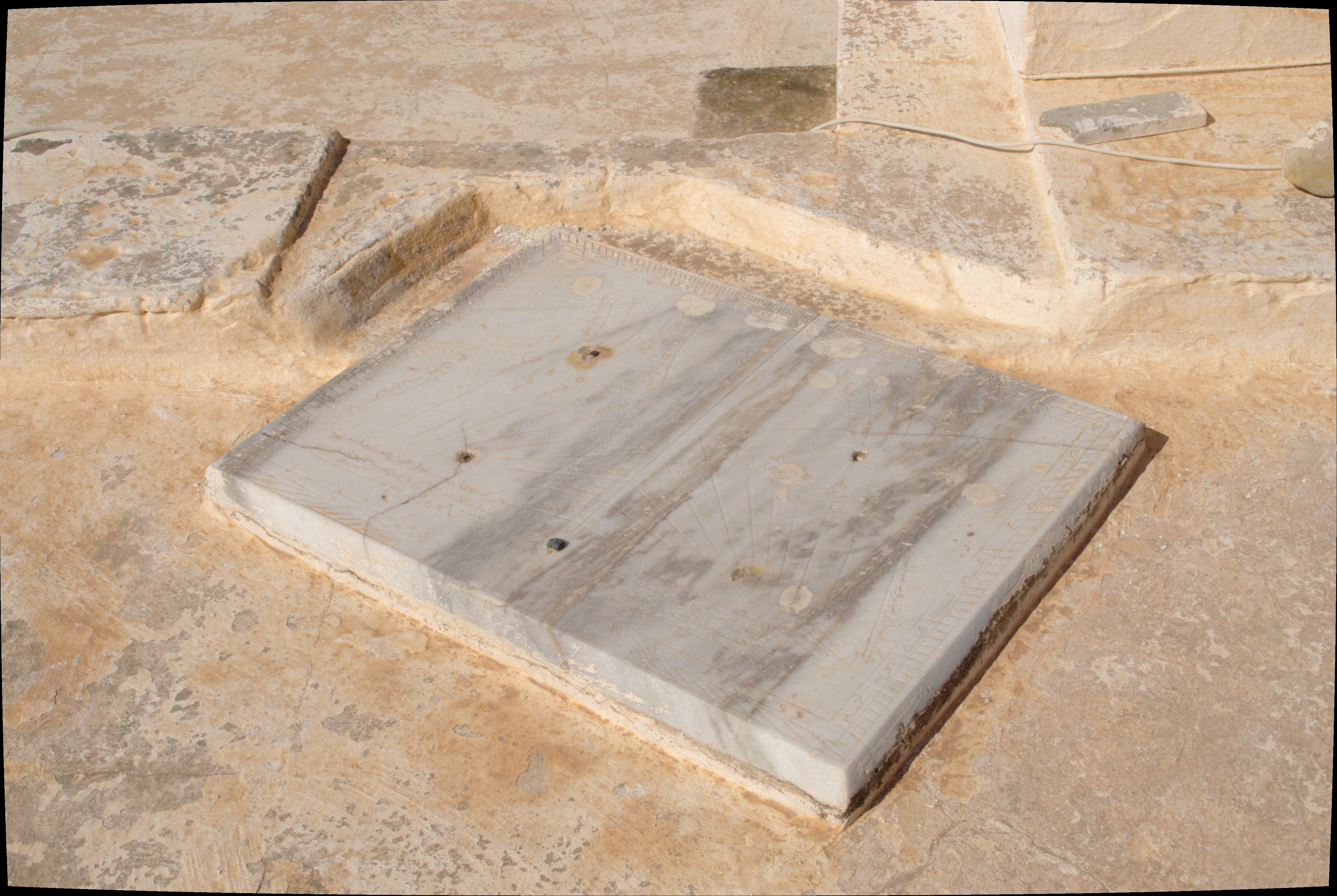
Gros plan sur un cadran solaire fixé sur le toit.
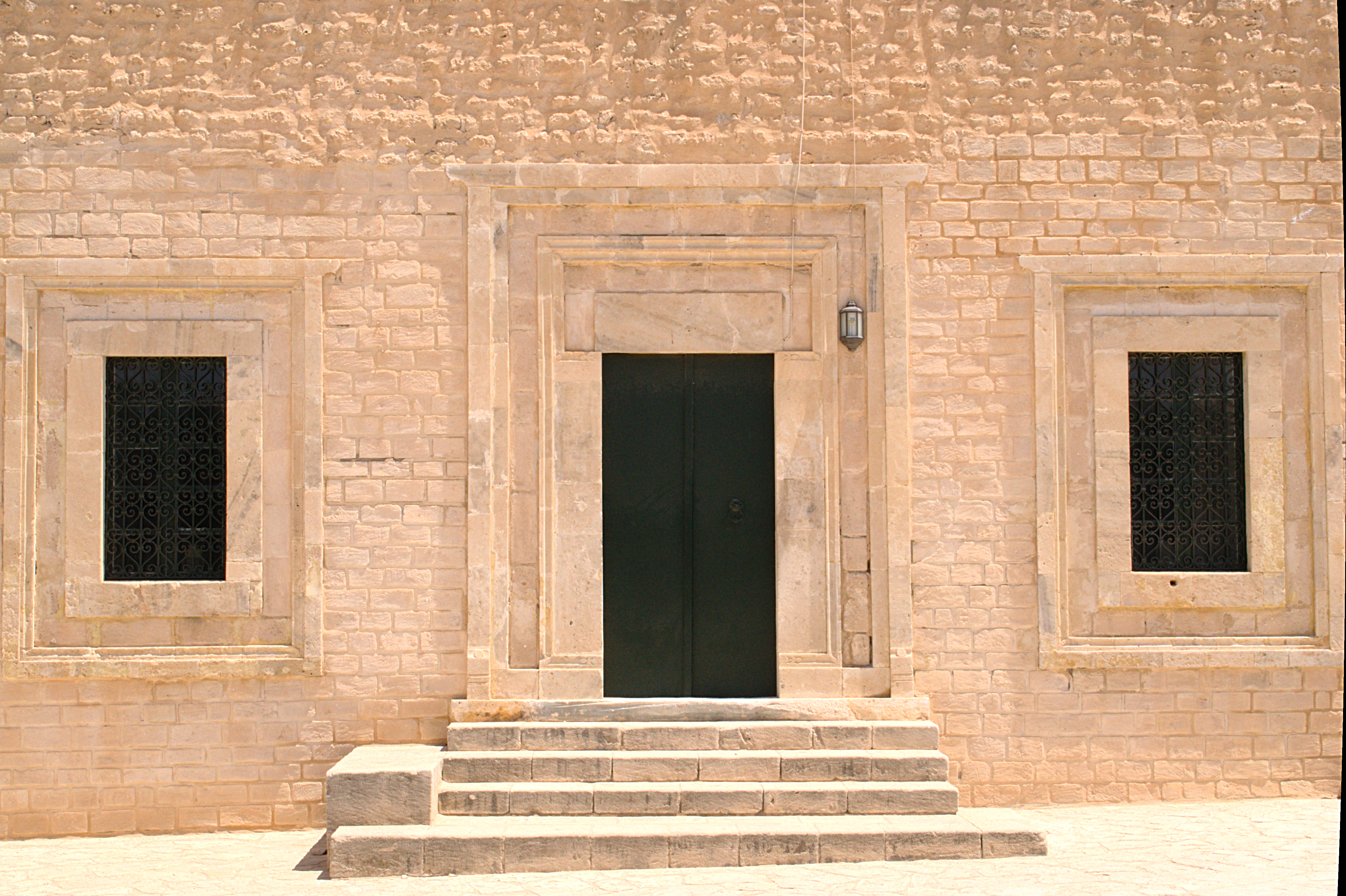
Gros plan sur l'une des portes de la mosquée.

## Construction

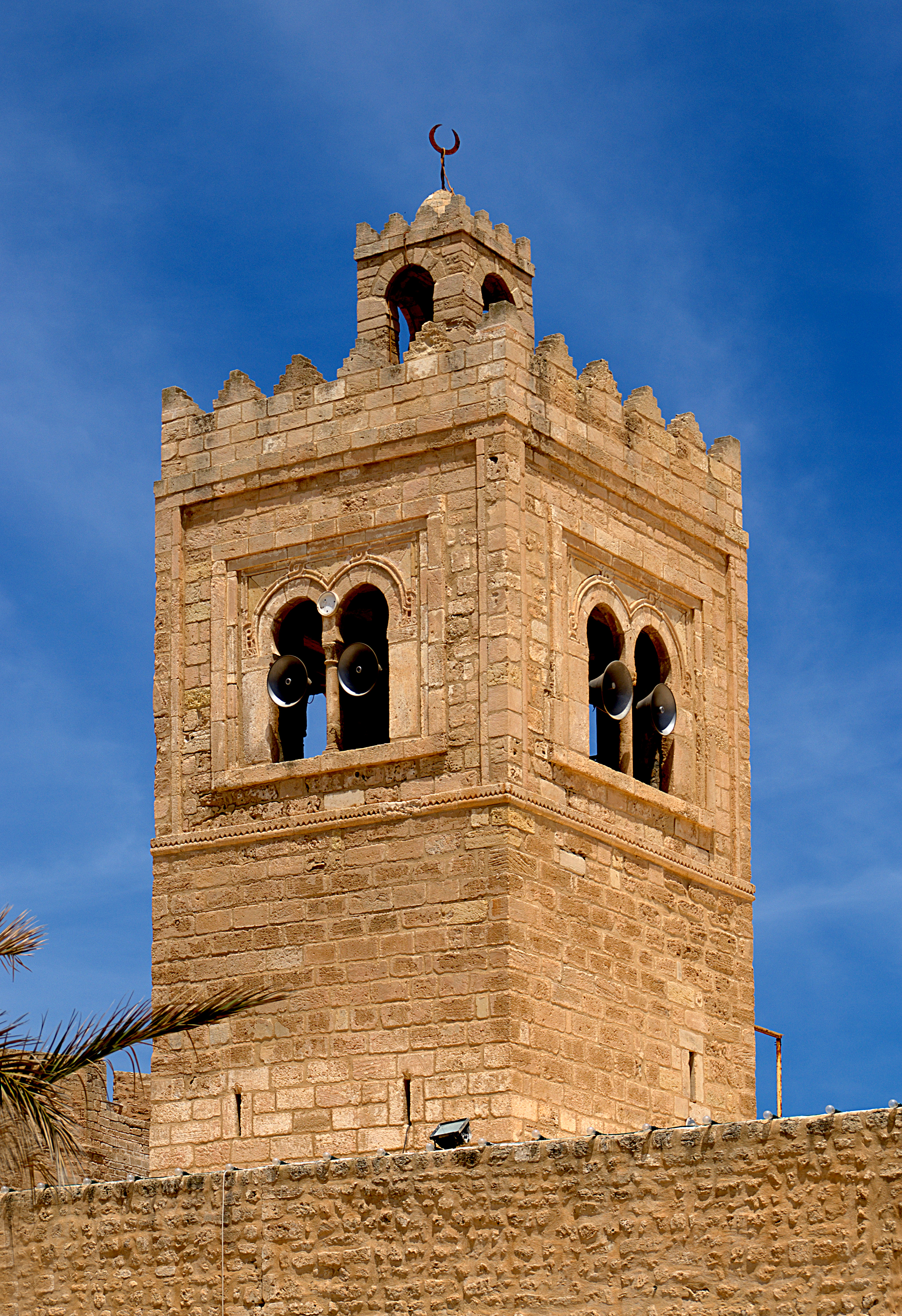
Gros plan sur le minaret.

La mosquée actuelle, ayant subi des agrandissements et des ajouts au cours des siècles, comprend une salle de prière, dépourvue de cour la précédant, qui résulte de quatre phases distinctes de construction. Lors de la première phase datant du IXe siècle, la salle se présente sous l'aspect d'un petit oratoire couvert de voûtes d'arêtes soutenues par des arcs en plein cintre outrepassés reposant sur des piliers cruciformes.
Au cours du XIe siècle, un agrandissement de la salle vers le sud-est s'accompagne par l'ajout de trois nefs à colonnes surmontées de voûtes d'arêtes retombant sur des arcs brisés outrepassés ; c'est de cette époque que date l'aménagement du mihrab. Ce dernier, décoré de motifs de style ziride, est constitué d'une niche semi-cylindrique coiffée d'une voûte en forme de cul-de-four à nervures ; l'arc de tête, brisé et outrepassé, repose sur des colonnes surmontées de chapiteaux. La partie inférieure du mihrab est meublée de niches à fond plat, surmontées chacune d'un arc en plein cintre dans lequel s'inscrit une rosace ou une étoile. Ce décor s'orne d'une frise épigraphique en caractère kufique fleuri.
À l'époque hafside, les travaux d'agrandissement et d'embellissement se poursuivent avec la construction d'un minaret à base carrée ainsi que par l'ajout, dans la partie nord-ouest, de deux nefs supplémentaires. L'achèvement de la mosquée a lieu au cours du XVIIIe siècle avec l'adjonction d'une galerie le long de l'une des façades extérieures.
L'une des particularités de la Grande Mosquée de Monastir consiste en l'absence d'une coupole surmontant le mihrab, ce qui est assez rare dans l'architecture ifriqiyenne médiévale.

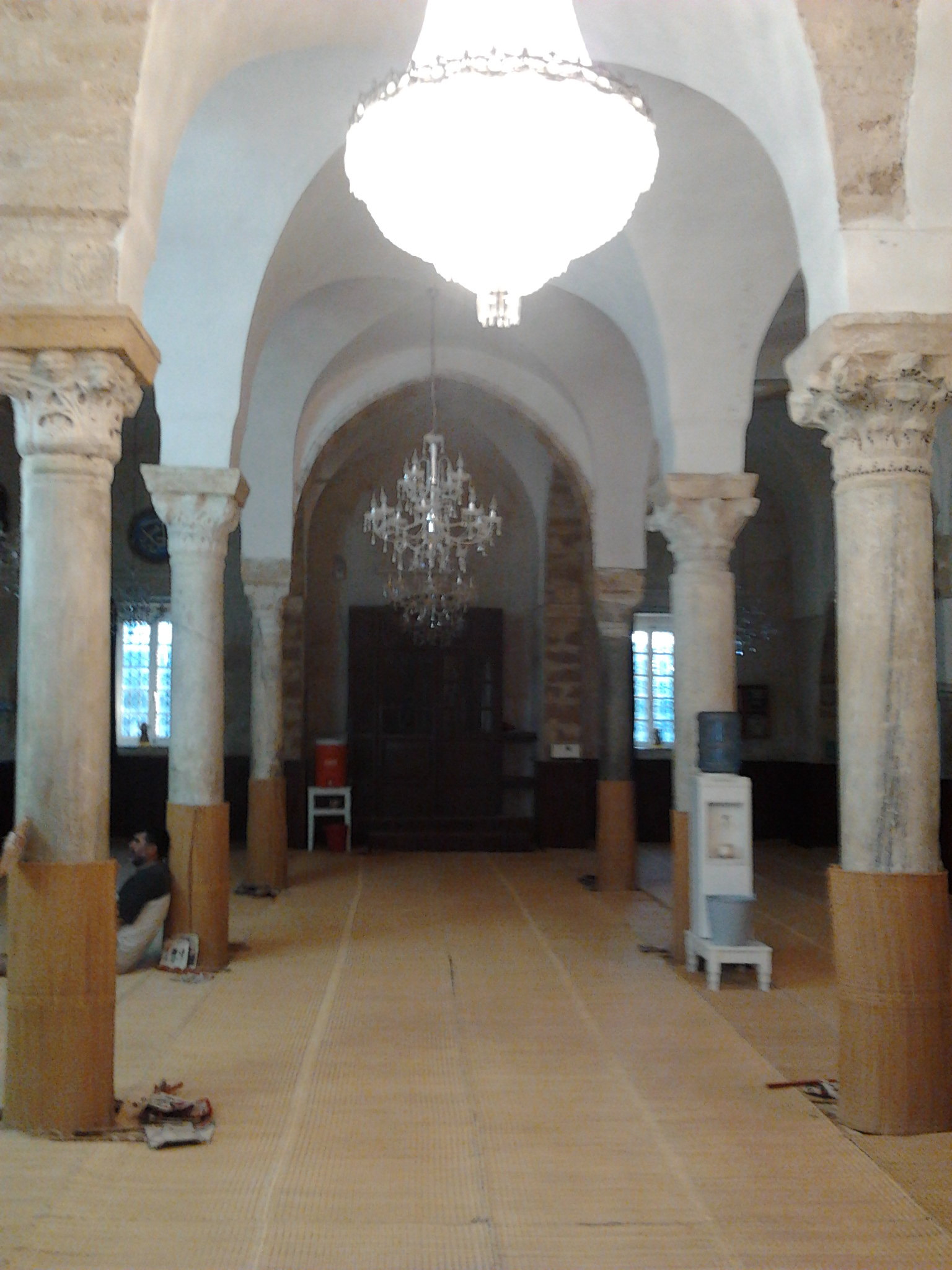
Intérieur de la salle de prière.
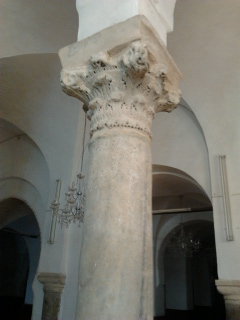
Gros plan sur une colonne de la salle de prière.
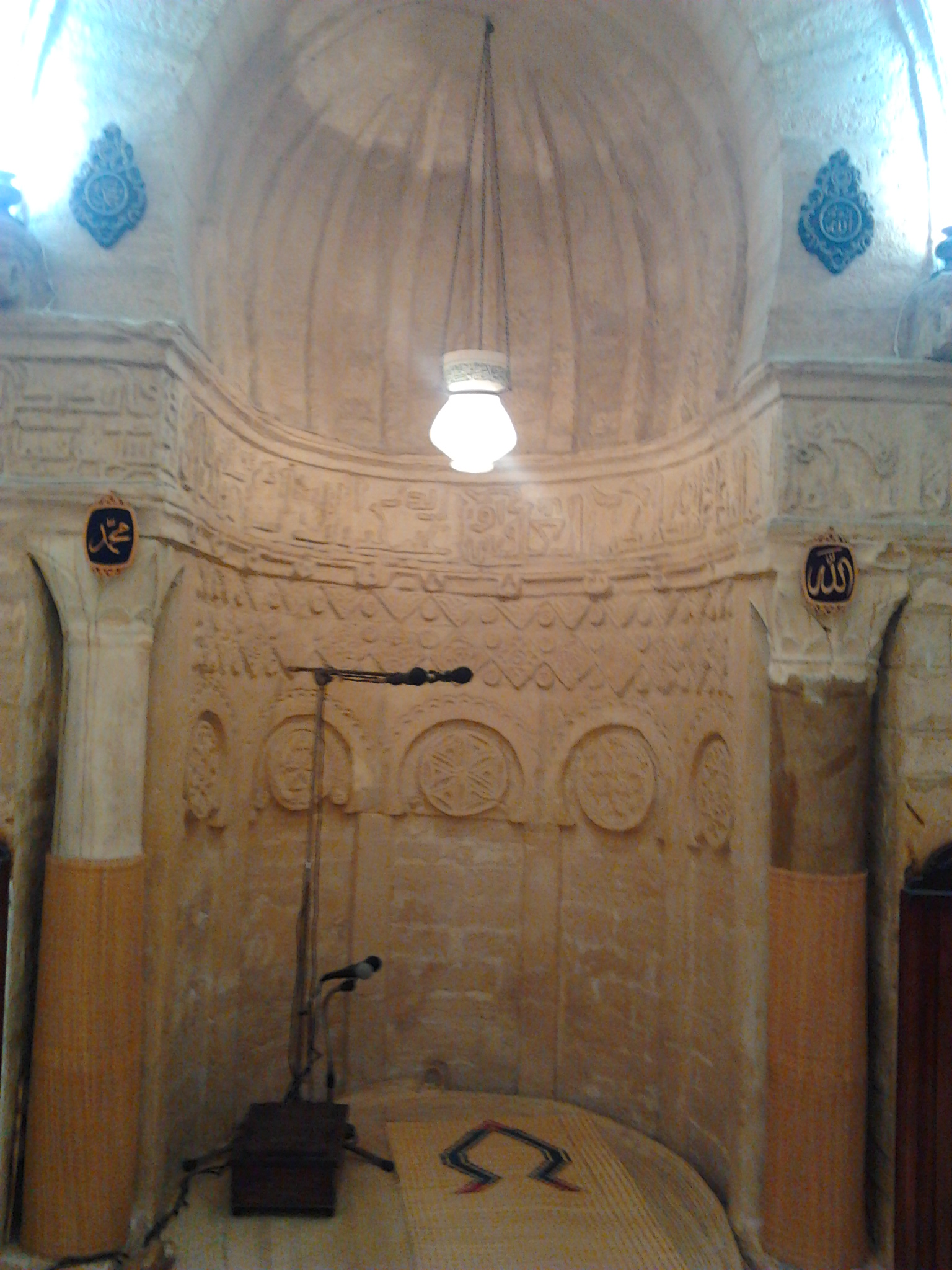
Mihrab datant du XIe siècle.
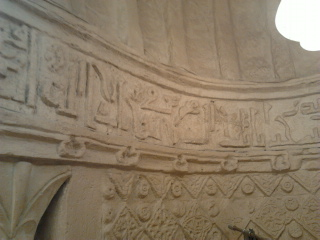
Vue d'une partie de la frise calligraphiée du mihrab.
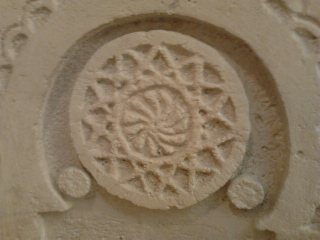
Gros plan sur l'un des éléments décoratifs du mihrab.
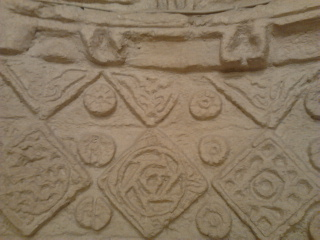
Autres détails décoratifs du mihrab.

## Séisme de 2013

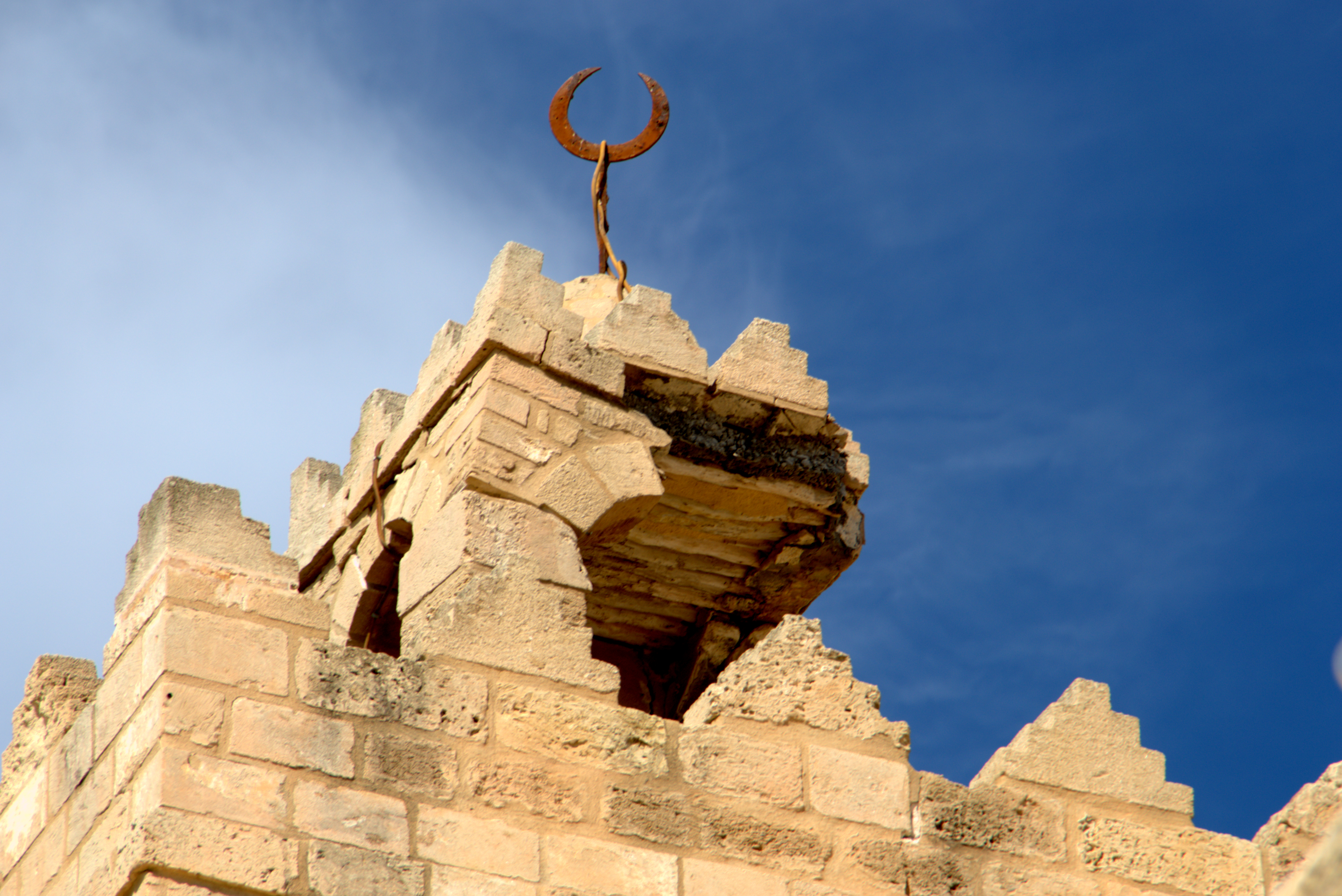
Dégâts au niveau du minaret.

La ville de Monastir est touchée par deux séismes d'une magnitude de 4 puis de 3,6 degrés sur l'échelle de Richter, les 18 et 19 octobre 2013. La partie supérieure du minaret se fissure à la suite de la première secousse puis s'effondre partiellement à la suite de la seconde.